# 达拉维

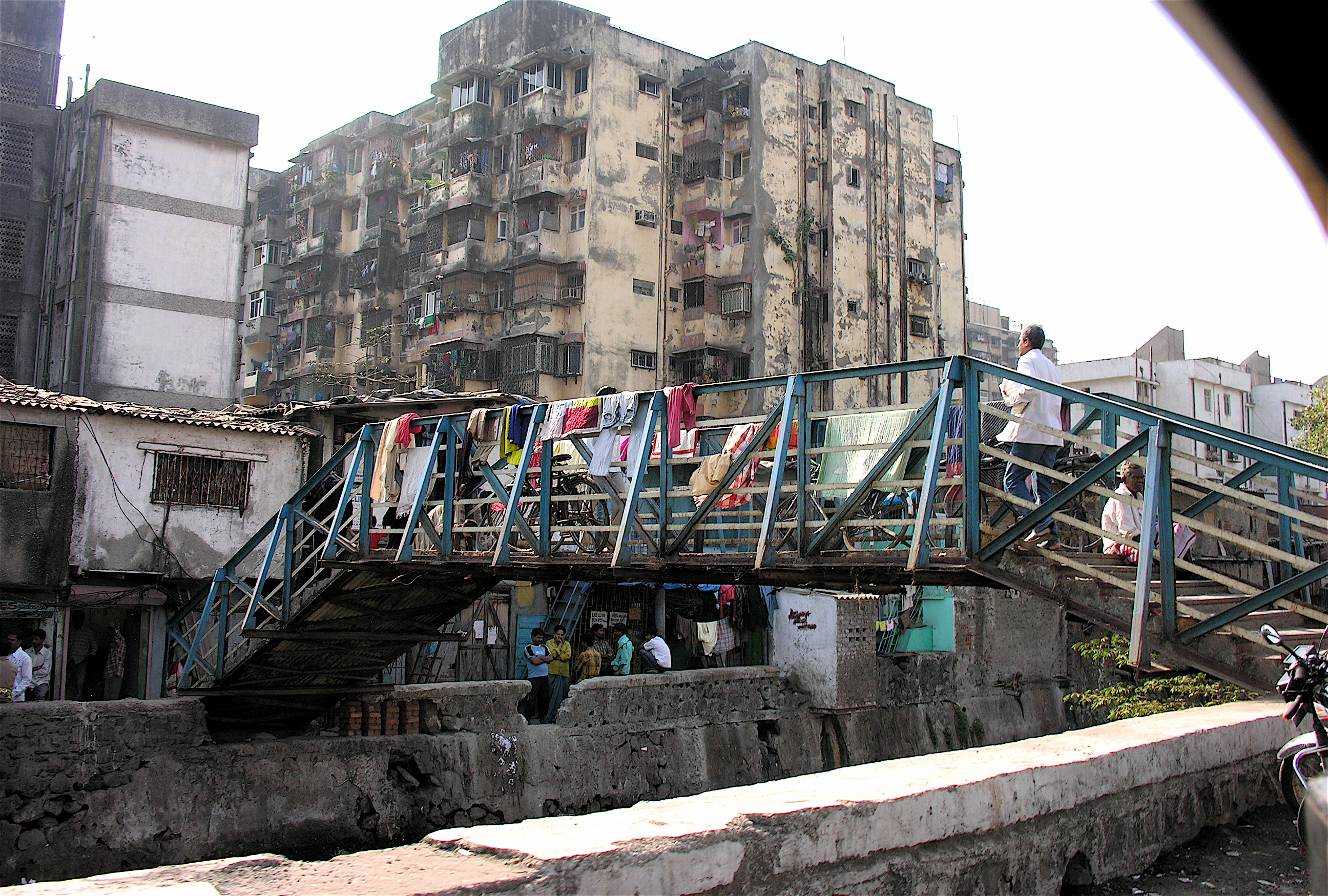
進入達拉維的入口之一

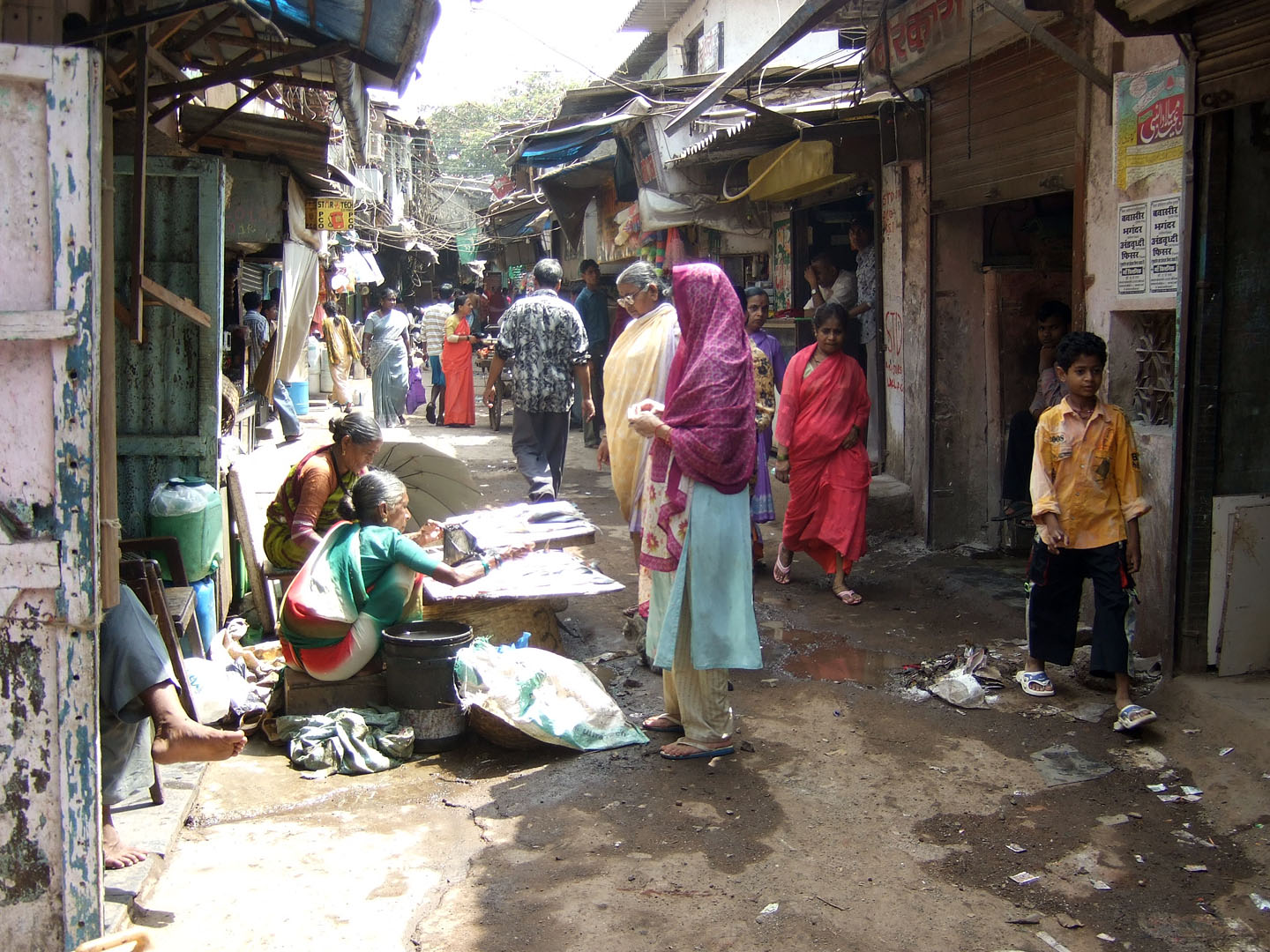
达拉维内部

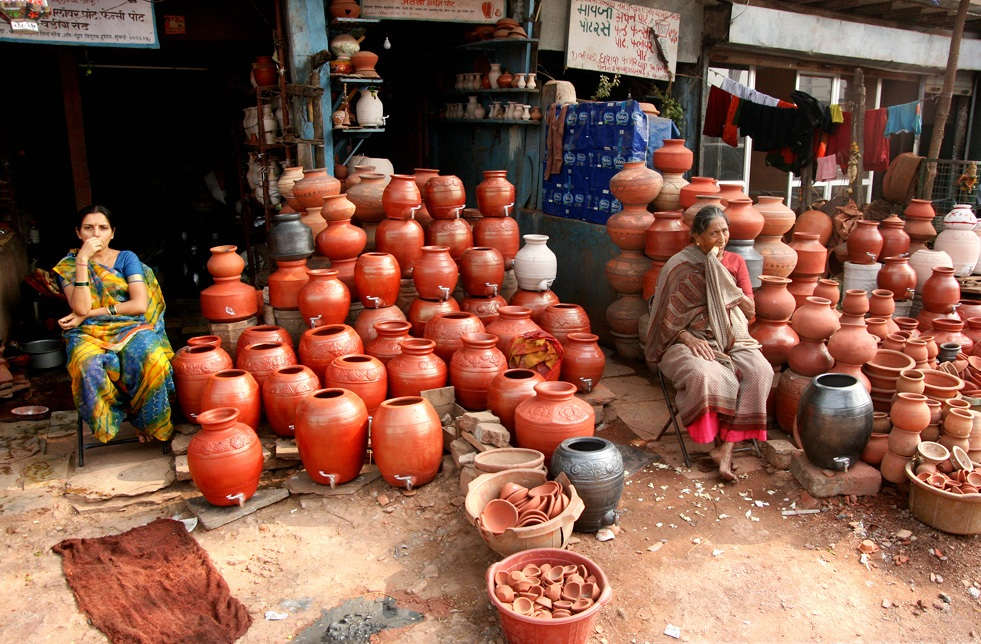
达拉维地区的陶器贩卖商

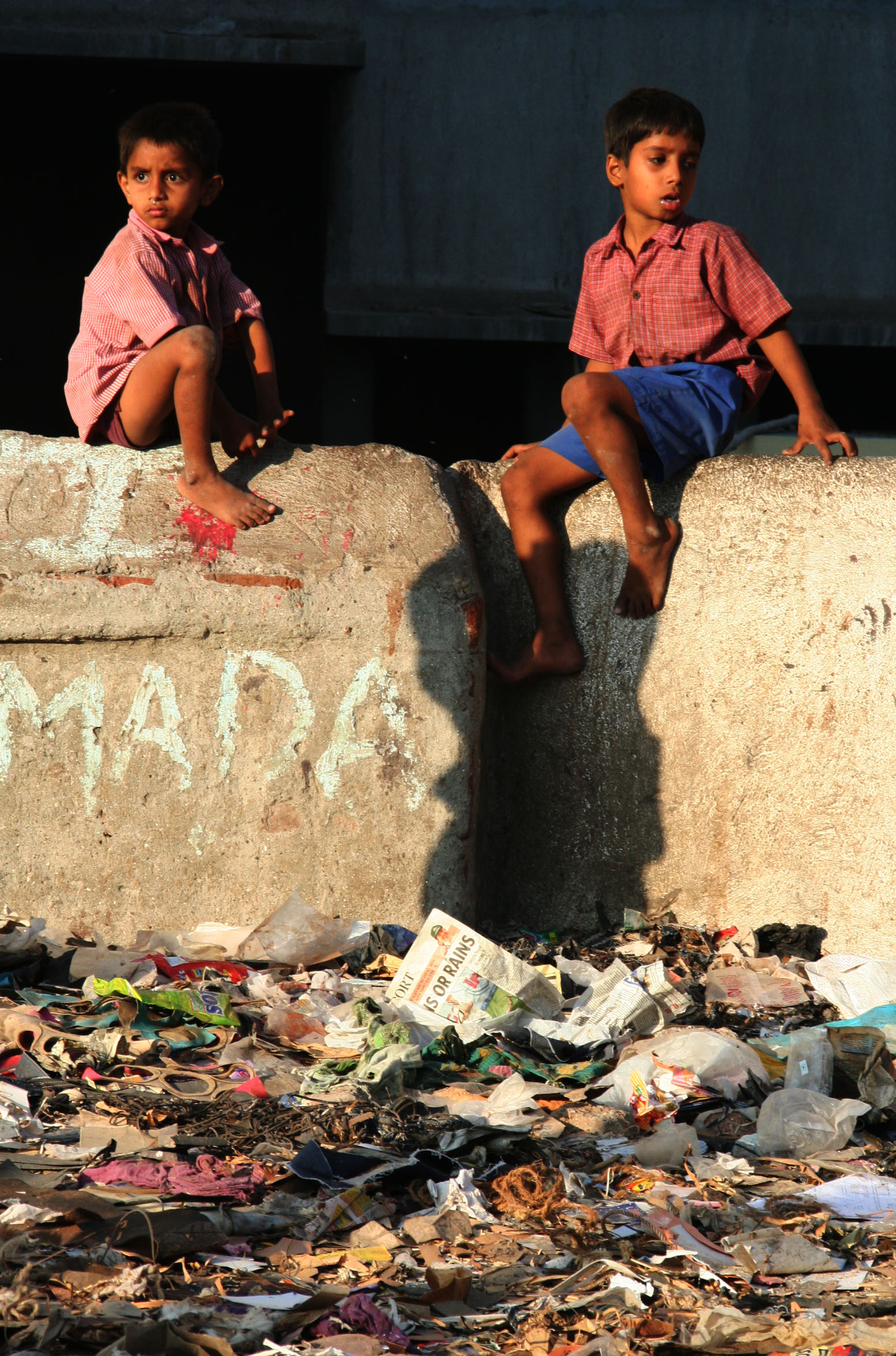
生活在达拉维地区的两个男孩

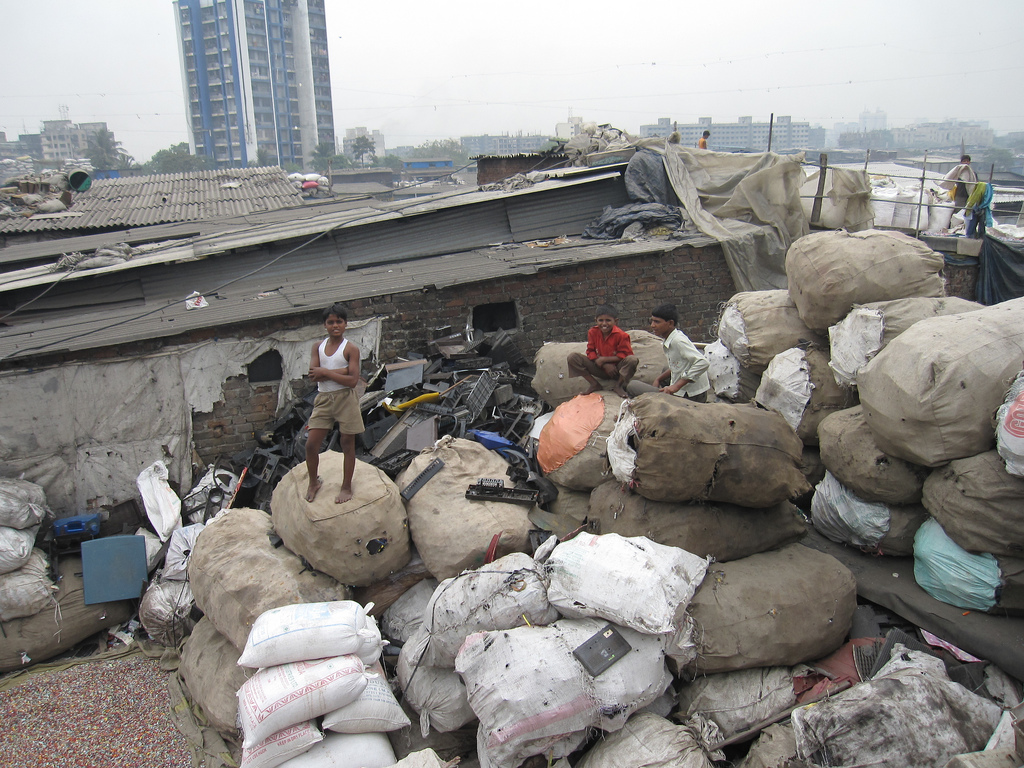
达拉维地区的儿童

达拉维（英語：Dharavi） 是印度城市孟买的一个贫民窟。达拉维的西边是马希姆（Mahim），东边是锡安（Sion） 。其占地面积为175公顷（约为1.7平方公里）。在1986年人口达到了約53萬人，如今达拉维的人口数在60万-100万人之间。达拉维是世界上最大的贫民窟之一。曾经这里是孟买最大的贫民窟，但是2011年后，孟买已经有4个贫民窟的规模比达拉维大。

在大多数城市中，中央商务区的建筑容积率在5-15之间不等，在城市郊区容积率低于0.5。1991年，孟买允许的建筑容积率是1.33，法规限定了容积率在很大程度上减少了居住和商业用地。在地价昂贵的孟买，达拉维提供了一个租金低廉的地方，在2006年，达拉维地区的租金甚至低于4美元/月。达拉维生产的商品出口到全球各地。每年的总营业额可以达到5亿-6.5亿美元之间。

达拉维位于孟买的西部铁路和中部铁路这两条铁路主干线之间。其西部是马希姆（Mahim）和班德拉（Bandra），北部是密斯河（Mithi river） ，密斯河最终注入阿拉伯海。南部和东部是锡安（Sion）和马塔盖（Matunga）。达拉维的地理位置和老化的排水系统使得这一地区在雨季时经常洪水泛滥。

## 历史
在18世纪，达拉维是一个岛屿。在1739年2月，Chimnaji Appajin进攻了勃生（Bassein）地区，在此之前，他一直占领这达拉维地区。

达拉维地区在19世纪晚期是一片红树林沼泽，一些koli人渔夫居住在这一带。然而，捕鱼业随着沼泽地区的被填满而消失。靠近达拉维的sion地区，这里将建立一个水坝，这一工程的完成，原本众多岛屿都连成了一片锥形陆地。这一过程中，达拉维地区的渔村村民传统的食物来源慢慢变的紧缺，但是被排干水的沼泽为新来的居民提供了一片新大陆。从古吉拉特邦来的新移民在这里开始制作陶瓷的生活，来自泰米尔纳德邦的皮革工人移民到此开启了这一地区了皮革制造产业。还有其他工匠，像来自北方邦的刺绣工人在这一地区进行成衣交易。

在19世纪后期，泰米尔人移民，包括泰米尔穆斯林人、达罗毗荼人开始进入这一地区，他们中的许多人都在制革厂附近工作，在19世纪20年代泰米尔人移民大量涌入这一地区。孟买的第一所泰米尔人学校和达拉维第一所学校在1924年建立。这所学校也是达拉维地区在接下来40年时间里唯一保留的一所学校。在19世界30年代，一条通过达拉维朝向Mahim地区火车站的道路修建完成。

## 经济
在达拉维，除了传统的制陶业和纺织业，还有快速发展的资源回收产业，加工来自孟买可回收利用的废品，由于该地区的废物回收业发达，达拉维也被称做孟买之肺。这一地区有5000种商业贸易和15000个拥有独立房间的工厂。

## 重建计划
自1997年以来，有许多关于达拉维地区的重建计划，比如以香港大坑贫民窟为模板的重建计划。2004年，重建费用预估是500亿卢比（约合9.975亿美元）。来自全球的公司通过竞标来开发达拉维地区，包括雷曼兄弟、迪拜的Limitless、新加坡的嘉德置地公司。 在2010年，重建费用预估在1500亿卢比（约合29.9亿美元）。

最新的达拉维重建计划是由美国建筑师Mukesh Mehta来负责。该计划包括280万平方米的住房、学校、公园和道路。达拉维地区57000个家庭将住进新建的房屋，还有370万平方米面积的土地用于商品房和商业用地。但是，当地居民大多反对这一计划，主要原因是当地居民只能获得每人20.9平方米住房的补偿。此外，只有那些在2000年之前搬入这一地区的家庭才能获得住房补偿。

## 卫生问题
达拉维地区的卫生问题尤为突出，这归咎于缺乏足够数量的公共厕所，而达拉维地区90%的商业工坊都是不合法的。截至到2006年11月，达拉维地区平均1440个居民才拥有1间厕所。Mahim河是流经当地的一条河流，达拉维地区的居民通常将排泄物倾斜在这条河流，这导致了广泛的传染疾病。这一地区另一个突出问题是缺乏干净的饮用水。

## 达拉维旅游
一些旅游公司提供在达拉维地区的旅游向导，向人们展示达拉维地区的工业和人民的生活方式，这也反映了印度所面临的问题和挑战。这种旅游为参观者提供了一个深度了解贫民窟的机会。